# Elops
Genre
Elops est un genre de poissons téléostéens.

## Liste des espèces
Selon BioLib (18 janvier 2025) :
- Elops affinis Regan, 1909
- Elops hawaiensis Regan, 1909 guinée saumon
- Elops lacerta Valenciennes in Cuvier & Valenciennes, 1847
- Elops machnata (Forsskål, 1775)
- Elops saurus Linnaeus, 1766
- Elops senegalensis Regan, 1909
- Elops smithi McBride, Rocha, Ruiz-Carus & Bowen, 2010